# CURB/Agajanian/3G Racing
CURB/Agajanian/3G Racing foi uma equipe de corridas automobilísticas que competiu na CART e na IndyCar Series entre 1995 e 2009, fundada por Greg Beck e tendo Cary Agajanian, Steve Sudler e Mike Curb como seus co-proprietários. 

## História
Estreou como Beck Motorsports em 1995, nas 500 Milhas de Indianápolis, tendo como piloto o japonês Hideshi Matsuda, que chegou em 15º lugar. 
Com a criação da IRL em 1996, tornou-se participante fixa do campeonato, mudando seu nome em 3 oportunidades: CURB/Agajanian/Beck Motorsports (2001–02, 2004, 2007 e 2008), Team Leader Motorsports (2006) e CURB/Agaganian/3G Racing, em 2009 - tendo como pilotos o canadense Stanton Barrett e os americanos Richard Antinucci e Jaques Lazier, que não obtiveram resultados expressivos. Chegou a tentar uma inscrição para a temporada 2010, inclusive para as 500 Milhas de Indianápolis, sem sucesso.
Em 51 corridas disputadas (1 na CART e 50 na IRL), a Beck Motorsport conquistou apenas 2 pódios, no GP da Disney de 1996, com Robbie Buhl, e no GP de Nashville de 2001, com Billy Boat.

## Pilotos

### Período como Beck Motorsports
- Robbie Buhl (1996-1997)
- Hideshi Matsuda (1995-1996, 1998-1999)
- Robby McGehee (2002)
- Shinji Nakano (2003)
- Dennis Vitolo (1997)

### Período como Curb-Agajanian
- Tony Bettenhausen, Jr. (1980)
- Mike Chandler (1983)
- Roger Mears (1980)

### Período como CURB/Agajanian/Beck
- Alex Barron (2007)
- Billy Boat (2001-2002)
- P. J. Jones (2004)

### Período como Team Leader Motorsports
- Stéphan Grégoire (2006)
- P. J. Jones (2006)

### Período como CURB/Agajanian/3G Racing
- Stanton Barrett (2009)
- Jaques Lazier (2009)
- Richard Antinucci (2009)